# Нова Майна
Нова Майна (рос. Новая Майна) — робітниче селище в Мелекеському районі Ульяновської області Російської Федерації.
Населення становить 5059 осіб. Входить до складу муніципального утворення Новомайнське міське поселення.

## Історія
Від 2004 року входить до складу муніципального утворення Новомайнське міське поселення.

## Населення
| 1979  | 1989  | 2002  | 2009  | 2010  | 2012  | 2013  |
| ----- | ----- | ----- | ----- | ----- | ----- | ----- |
| 4615  | ↗5662 | ↗6505 | ↘6433 | ↘5948 | ↘5938 | ↗5955 |
| 2014  | 2015  | 2016  | 2017  | 2018  | 2019  | 2020  |
| ↘5898 | ↘5867 | ↘5778 | ↘5686 | ↘5605 | ↘5495 | ↘5379 |
| 2021  |       |       |       |       |       |       |
| ↘5059 |       |       |       |       |       |       |